# Esterhazy (film 2009)
Esterhazy – polsko-niemiecki film animowany według scenariusza Anny Jadowskiej i Izabeli Plucinskiej jest adaptacją słynnej, niemieckiej książki dla dzieci Irene Dische i Hansa Magnusa Enzensbergera pod tym samym tytułem.

## Wersja oryginalna
Reżyseria: Izabela Plucińska

Scenariusz: Izabela Plucińska, Anna Jadowska

Zdjęcia: Izabela Plucińska, Bernatette Paassen

Scenografia: Agata Rojek, Izabela Plucińska

Animacja postaci: Izabela Plucińska, Agata Rojek

Muzyka: Max Knoth

Producent: Maria Blicharska, Monika Sajko-Gradowska, Jamila Wenske, Izabela Plucińska

Produkcja: Donten & Lacroix Films, ClayTraces

Koprodukcja: Telewizja Polska - TVP Kultura

Współfinansowanie: Polski Instytut Sztuki Filmowej, Media

Udział wzięli:
- Maciej Stuhr – Esterhazy
- Wiktor Zborowski – hrabia Esterhazy
- Maria Peszek – Mimi
- Roma Gąsiorowska – Ewa
- Borys Szyc – ojciec Ewy
- Zbigniew Zamachowski – ojciec polskiej rodziny
- Jolanta Fraszyńska – matka polskiej rodziny
- Mateusz Grabowski – syn polskiej rodziny
- Krzysztof Kowalewski – pracodawca
- Bohdan Łazuka
- Dominik Bąk
- Hanna Piaseczna
- Anna Kutkowska
- Tomasz Olejarczyk
- Piotr Dzięcielski
- Robert Więckiewicz